# Kaltanėnai
Kaltanėnai est un village de la Municipalité du district de Švenčionys dans l'Apskritis de Vilnius
en Lituanie. Lors du recensement de 2001, le village avait une population de 282 habitants. 

## Histoire
En juillet 1941, un einsatzgruppen de nationalistes lituaniens assassine la population juive locale dans plusieurs exécutions de masse,,.